# Placówka Straży Granicznej I linii „Milik”
Placówka Straży Granicznej I linii „Milik” – jednostka organizacyjna Straży Granicznej pełniąca służbę ochronną na granicy polsko-czechosłowackiej w okresie międzywojennym.

## Formowanie i zmiany organizacyjne
Rozporządzeniem Prezydenta Rzeczypospolitej Polskiej Ignacego Mościckiego z 22 marca 1928 roku, do ochrony północnej, zachodniej i południowej granicy państwa, a w szczególności do ich ochrony celnej, powoływano z dniem 2 kwietnia 1928 roku  Straż Graniczną.
Rozkazem nr 5 z 16 maja 1928 roku w sprawie organizacji Małopolskiego Inspektoratu Okręgowego dowódca Straży Granicznej gen. bryg. Stefan Pasławski określił strukturę organizacyjną komisariatu SG „Muszyna”.
Już 8 września 1828 dowódca Straży Granicznej rozkazem nr 6  w sprawie organizacji Małopolskiego Inspektoratu Okręgowego podpisanym w zastępstwie przez mjr. Wacława Szpilczyńskiego zmieniał organizację komisariatu i ustalał zasięg placówek.
Placówka Straży Granicznej I linii „Milik” znalazła się w jego strukturze.
Placówka Straży Granicznej I linii „Milik  została zlikwidowana 22 września 1938 roku.

## Służba graniczna
Wydarzenia
W 1939 roku „Czata” informowała, że: „łemkowska gromada Milik złożyła w miejscowej placówce Straży Granicznej cały dochód z zabawy gromadzkiej w wysokości 19.35 zł z przeznaczeniem na Fundusz Obrony Narodowej”.
Sąsiednie placówki
- placówka Straży Granicznej I linii „Żegiestów” ⇔ placówka Straży Granicznej I linii „Leluchów”− 1928[3]